# Fayodia granulospora
Fayodia granulospora är en lavart som beskrevs av G. Stev. 1964. Fayodia granulospora ingår i släktet Fayodia och familjen Tricholomataceae.   Inga underarter finns listade i Catalogue of Life.